# Гаврилін Іван Дмитрович
Іван Дмитрович Гаврилін (нар. 1889 — 17 березня 1944) — український радянський діяч, голова Харківського і Чернігівського окружних виконкомів. Член ЦК КП(б)У в травні 1924 — листопаді 1927 року. Кандидат у члени Організаційного бюро ЦК КП(б)У в липні 1924 — грудні 1925 року.

## Біографія
Учасник революційних подій 1905—1907 років у місті Харкові.
Член РСДРП(б) з 1917 року. Служив у Червоній армії.
У 1922 році — відповідальний секретар Петинського районного комітету КП(б)У міста Харкова, відповідальний секретар Краснобаварського районного комітету КП(б)У міста Харкова.
У березні — вересні 1923 року — голова виконавчого комітету Харківської окружної ради.
У 1923—1925 роках — голова Харківської губернської планової комісії, заступник голови виконавчого комітету Харківської губернської ради.
У грудні 1925 — березні 1927 року — голова виконавчого комітету Харківської окружної ради.
У 1927—1929 роках — завідувач адміністративного відділу Народного комісаріату внутрішніх справ Української СРР.
У 1929—1930 роках — голова виконавчого комітету Чернігівської окружної ради.